# Постанова ЦК ВКПб про оперу «Великая Дружба» Мураделі
Постанова ЦК ВКПб про оперу «Великая Дружба» Мураделі — історичний документ політики Комуністичної партії в області музики, вийшла 10 лютого 1948 року. Не обмежуючись критикою опери «Велика дружба» Вано Мураделі, постанова дала широку оцінку стану радянської музичної культури: творчості радянських композиторів, музичної критики, музичної освіти, а також керівництва радянською музикою з боку Комітету у справах мистецтв при Раді Міністрів СРСР й Оргкомітету
Союзу Радянських композиторів.
Указавши, що характерними ознаками «формалістичної музики»

| є заперечення основних принципів класичної музики, проповідь атональності, дисонансу й дисгармонії, що є нібито вираженням «прогресу» й «новаторства» у розвитку музичної форми, відмова від таких найважливіших основ музичного твору, якими є мелодія, захоплення сумбурними, невропатичними сполученнями, що перетворюють музику в какофонію, у хаотичне накопичення звуків, а також відмова від поліфонічної музики й співу, що ґрунтуються на одночасному сполученні і розвитку ряду самостійних мелодійних ліній, і захоплення однотонною, унісонною музикою й співом, найчастіше без слів, що представляє порушення багатоголосого музично-пісенного ладу, властивого нашому народу, і веде до збідніння й занепаду музики |
ЦК ВКП (б) визначив, що основами реалістичного напрямку в музиці

| є визнання величезної прогресивної ролі класичної спадщини, особливо традицій російської музичної школи, використання цієї спадщини і його подальший розвиток, поєднання у музиці високої змістовності з художньою досконалістю музичної форми, правдивість і реалістичність музики, її глибокий органічний зв'язок з народом і його музичною й пісенною творчістю, висока професійна майстерність при одночасній простоті й доступності музичних творів… |
ЦК ВКП (б) підкреслив, що

| «за останні роки культурні запити й рівень художніх смаків радянського народу надзвичайно зросли. Радянський народ чекає від композиторів високоякісних й ідейних добутків у всіх жанрах — в області оперної, симфонічної музики, у пісенній творчості, у хоровій і танцювальній музиці» |
ЦК ВКП (б) закликав радянських композиторів 
| перейнятися свідомістю високих запитів, які пред'являє радянський народ до музичної творчості й, відкинувши зі свого шляху все, що послабляє нашу музику й заважає її розвитку, забезпечити такий підйом творчої роботи, що швидко рушить уперед радянську музичну культуру й приведе до створення у всіх областях музичної творчості повноцінних, високоякісних творів, достойних радянського народу |
Ця постанова стала однією з ланок доктрини Жданова і визначила її поширення на сферу музичного мистецтва. Прийняття цієї постанови покладено в основу відомого вокально-інструментального твору Д. Д. Шостаковича «Антиформалістичний Райок».
Офіційно зміст цієї Постанови був переглянутий у 1958 році з виходом постанови ЦК КПРС «про виправлення помилок в оцінці опер „Великая Дружба“, „Богдан Хмельницкий“ і „От всего сердца“».